# Osetrovka
Osetrovka (in russo Осетровка?) è un villaggio (selo) della Russia europea sud-occidentale, situato nell'Oblast' di Voronež.